# Helene Whitney
Pour les articles homonymes, voir Whitney et Reynolds.
Ne doit pas être confondu avec Helene Whitney (productrice).
Helene Whitney, née Kenyon Fortescue, connue aussi sous le nom de Helene Reynolds, née à Washington D.C. le 4 juillet 1914 et morte à Atlantis (Floride) le 28 mars 1990, est une actrice américaine active au cinéma depuis 1939 jusqu'à la fin de la décennie suivante.

## Biographie
Kenyon Fortescue naît en 1914, mais est connue sous le nom d'Hélène Fortescue. Par sa mère, Grace Fortescue (en) (1883-1979), elle est une petite-nièce d'Alexander Graham Bell, l'inventeur du téléphone, et par son père Granville Roland Fortescue (en) (1875-1952), elle est petite-cousine du président américain Theodore Roosevelt.
Elle grandit à Washington D.C., où elle suit les cours de l'école pour filles National Cathedral School (en). Elle épouse à Washington le 15 juillet 1936 Julian Louis Reynolds (né en 1910), fils de Richard S. Reynolds Sr. (en) et héritier de l'empire Reynolds (aluminium et tabac). Après trois ans de mariage, en mai 1939, le couple divorce. Elle devient alors actrice, en utilisant les noms de scène de Joyce Gardner, Helene Whitney et Helene Reynolds et joue jusqu'à la fin des années 1940. Par après, elle apparaît dans des productions scéniques. Après avoir mis fin à sa carrière de comédienne, elle ouvre dans les années 1960 une galerie d'art à Manhattan et devient artiste. Elle meurt de pneumonie au centre médical John F. Kennedy à Atlantis, en Floride.

## Filmographie partielle

### Sous le nom de Helene Whitney
- 1939 : Quasimodo (The Hunchback of Notre Dame) : Fleur de Lys
- 1940 : Indiscrétions (The Philadelphia Story) : une jeune femme de la haute société (non créditée)

### Sous le nom de Helene Reynolds
- 1942 : Six Destins (Tales of Manhattan) de Julien Duvivier : une actrice
- 1942 : Girl Trouble de Harold D. Schuster
- 1942 : La Péniche de l'amour (Moontide) : une passagère
- 1942 : La Folle Histoire de Roxie Hart : Velma Wall
- 1942 : Blue, White and Perfect d'Herbert I. Leeds
- 1942 : The Man Who Wouldn't Die d'Herbert I. Leeds
- 1943 : Le ciel peut attendre (Heaven Can Wait) : Peggy Nash
- 1943 : Dixie Dugan d'Otto Brower :